# Chalcosyrphus ontario
Chalcosyrphus ontario är en tvåvingeart som först beskrevs av Charles Howard Curran 1941.  Chalcosyrphus ontario ingår i släktet mulmblomflugor, och familjen blomflugor. Inga underarter finns listade i Catalogue of Life.